# Henrik Tore Cedergren
Henrik Thore Thorsten Cedergren, född 28 december 1853 i Klara församling i Stockholm, död 13 april 1909 i samma församling, var en svensk pionjär inom telekommunikation, grundare av Stockholms Allmänna Telefon AB och direktör. 

## Biografi
Henrik Tore Cedergren kom från ett borgerligt hem. Fadern Gustaf Adolf Cedergren var juvelerare i Stockholm. Modern hette Lovisa Sophia Eugenia Robsahm (född 1815 i Fivelstad i Östergötlands län) och kom från en skotsk släkt av vilken en gren adlades 1818. Han var yngre bror till Albert Nestor Cedergren. Han var gift med sin kusin Emma Sofia Frisk men blev änkling 1882. De fick fyra barn varav två dog tidigt. De som nådde vuxen ålder var Gustaf Cedergren, som senare blev VD för telefonbolaget Mexeric i Mexiko, och Carl Erik Magnus Östlund (1875–1938), som blev bortadopterad. Henrik Tore Cedergren gifte om sig omkring 1896 med Sofia Fredrika Pegelow (1861–1948). Paret förblev barnlöst.
Henrik Tore Cedergren utexaminerades 1875 som civilingenjör från Teknologiska institutet, varefter han sysslade med husbyggnad, tegelslageri och guldsmedsyrket fram till 1883, då han började arbeta med att utveckla telefonväsendet, som han noga studerat på en mängd utländska resor. Cedergren anordnade redan 1877 mellan sin guldsmedsbutik på Drottninggatan 31 och sin bostad på samma gata (nummer 84) i Stockholm en telefonledning, vilken anses ha varit den första i Sverige. 
Den 13 april 1883 konstituerades det av honom bildade Stockholms Allmänna Telefonaktiebolag, vars affärside var "en telefon i varje hushåll i Stockholm, låga avgifter, ackumulera bolagsvinsten och låg aktieutdelning" och vars överingenjör och verkställande direktör Cedergren förblev hela tiden. Cedergren hade tidigare varit verkställande direktör i Bellbolaget, vilket först införde telefonen i Sverige, men nu började han istället samarbeta med Lars Magnus Ericsson och hans nystartade företag. Detta samarbete fick Ericssons företag att växa kraftigt, och 1918 slogs de två bolagen samman till ett och fick namnet Allmänna Telefonaktiebolaget L M Ericsson. Från och med ca 1889 verkade båda bolagen även i Ryssland och Kongresspolen under namnet Rysk-svensk-danska Telefonkompaniet Cedergren AB (Poccийcкo-Швeдcкo-Дaтcкaя Тeлeфoннaя Кoмпaния Цeдeргpeнъ A.О.). Cedergrens första telefoncentral i Warszawa byggdes 1904 och befann sig i den mindre byggnaden t.v. om höghuset på bilden. Det ritades av arkitekterna Lars Israel Wahlman och Isak Gustaf Clason
Cedergren bemödade sig om att genast använda de nyaste och bästa uppfinningarna på telefonens område. Det första multipelväxelbordet i Sverige – troligen i Europa – uppsattes 1884 i bolagets station i staden mellan broarna. Bolaget byggde även dubbeltrådiga ledningar, och Cedergren konstruerade en kabeltrumma av cement. Han kan även sägas genom sina företag ha varit en orsak till att rikstelefonen i Sverige kom till stånd. Allmänna telefonbolagets verksamhetsområde omfattade Stockholm, Vaxholm, Norrtälje, Uppsala, Enköping, Sigtuna, Mariefred, Strängnäs, Trosa och Södertälje 
samt alla platser på landsbygden, som är belägna på högst 70 km avstånd, fågelvägen räknat, från Stockholms Stortorg. Enligt den i mars 1901 utgivna katalogen hade Allmänna bolaget 18 863 abonnenter och Bellbolaget 8 846.
Cedergrens verk var av stor betydelse för hela landet samt för Polen. Han har bland annat instiftat en stipendiefond, som idag förfogar över omkring 70 miljoner kronor.
Hans äldre bror, Albert Nestor Cedergren, uppförde 1896–1908 det Cedergrenska tornet i Stocksund. Cedergren själv avled av en hjärtåkomma i sitt hem i Stockholm 1909.

## Cedergrenska Telefonkompaniets höghus
Cedergrenska Telefonkompaniets höghus (51 meter) i Warszawa uppfördes 1906–1908, och var stadens högsta byggnad fram till 1934. Då det stod klart 1908 var det Tsarrysslands högsta kontors- och bostadshus. Huset, en solid konstruktion av armerad betong, överlevde såväl krigsutbrottet 1939 som de häftiga striderna under Warszawaupproret 1944 och är idag ett arkitekturminnesmärke, senast restaurerat under åren 2002–2006 

## Galleri

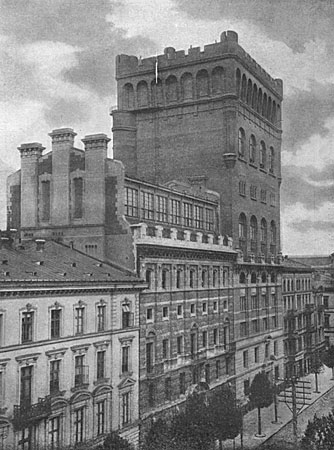
"Cedergrens bastion" (polska: baszta Cedergrena eller PASTa) i Warszawa.
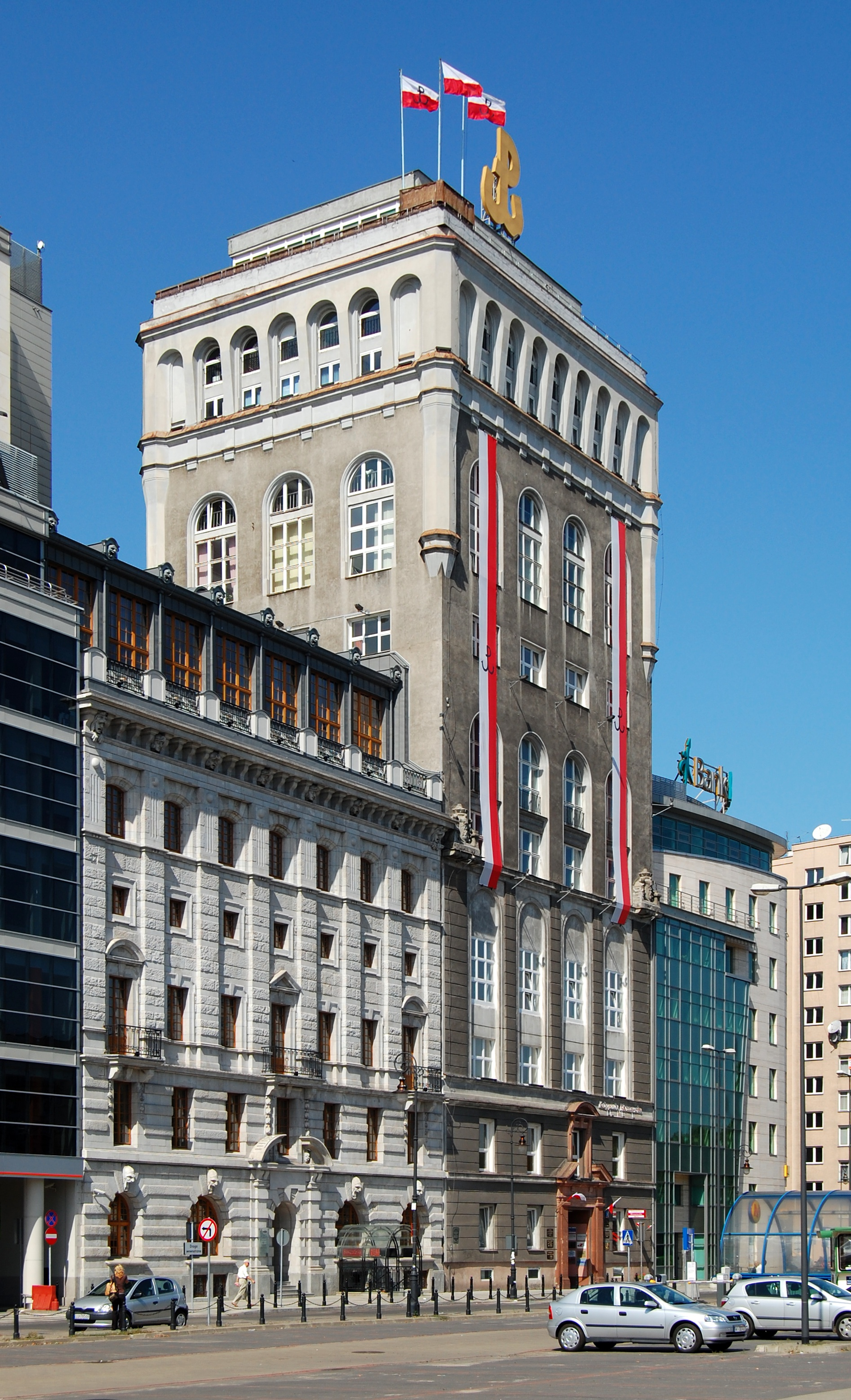
Cedergrens bastion 2009